# Chatsworth, Queensland
Chatsworth är en del av en befolkad plats i Australien. Den ligger i kommunen Gympie Regional Council och delstaten Queensland, omkring 150 kilometer norr om delstatshuvudstaden Brisbane. Antalet invånare är 895.
Närmaste större samhälle är Gympie, nära Chatsworth. 
I omgivningarna runt Chatsworth växer huvudsakligen savannskog. Runt Chatsworth är det ganska tätbefolkat, med 67 invånare per kvadratkilometer. Genomsnittlig årsnederbörd är 1 531 millimeter. Den regnigaste månaden är mars, med i genomsnitt 289 mm nederbörd, och den torraste är september, med 33 mm nederbörd.